# Doghs
Doghs (in in armeno Դողս?) è un comune dell'Armenia di 1 494 abitanti (2008) della provincia di Armavir.